# (33001) 1997 CU29
(33001) 1997 CU29 — транснептуновый объект класса кьюбивано. Его перигелий находится на 41,660 а. е. от Солнца, а афелий на 45,134 а. е. Диаметр (33001) 1997 CU29 составляет около 211 км. Он был обнаружен 6 февраля 1997 года Дэвидом Джуиттом, Джейн Лу, Чадом Трухильо и Юн Чен в обсерватории Мауна-Кеа, Гавайи.